# Вероника высокогорная
Веро́ника высокого́рная (лат. Veronica monticola) — многолетнее травянистое растение, вид рода Вероника (Veronica) семейства Подорожниковые (Plantaginaceae).

## Распространение и экология
Западный Кавказ: от Уруштена и горы Большой Бамбак до Аджарии. Эндемик. Описан с Нахарского перевала в Абхазии. Высокогорный вид, распространённый главным образом в бассейнах рек, впадающих в Чёрное море.
Произрастает на скалах, галечниках, моренах в субальпийском и альпийском поясах.

## Ботаническое описание
Растение высотой 10—35 см с сильно ветвистым корневищем.
Стебли одиночные или по нескольку, простые, у основания деревянистые, рассеянно и очень коротко опушенные.
Стеблевые листья продолговато-яйцевидные или ланцетные, длиной 1,5—3,5 (до 5) см, шириной 8—20 см, на верхушке острые, к основанию клиновидные, по краю остро и неглубоко зубчато-пильчатые и ресничатые.
Кисти железистые, редкие, с 5—15 цветками; цветоножки тонкие, отклонённые, железистые, в 2—4 раза длиннее чашечки; прицветники ланцетные, цельные, короче цветоножек или почти равны им. Чашечка пятилопастная, иногда четырёхлопастная; доли чашечки продолговатые или продолговато-ланцетные, тупые, разной величины; две доли чашечки длиной около 5 мм, две — около 4 мм и одна около 3 мм; венчик вдвое превышает чашечку; наиболее крупная лопасть венчика округлая, иногда выемчатая; две лопасти продолговато-яйцевидные и одна продолговатая. Тычинки выдаются из венчика, прямые, торчащие, длиной 5—6 мм.
Коробочка длиной около 6 мм, равна или в два раза длиннее чашечки, продолговато-яйцевидная, к верхушке суженная, мелко опушённая и рассеянно железистая. Семена многочисленные, длиной 0,5—0,75 мм и шириной около 0,5 мм, яйцевидные или эллиптические, плоские, несколько изогнутые.

## Таксономия
Вид Вероника высокогорная входит в род Вероника (Veronica) семейства Подорожниковые (Plantaginaceae) порядка Ясноткоцветные (Lamiales).
|  |                                      |  |                                                             |                                                             |                          |  | ещё 21 семейство (согласно Системе APG II) | ещё 21 семейство (согласно Системе APG II) |                           |  |  |  | ещё от 300 до 500 видов |
|  |                                      |  |                                                             |                                                             |                          |  | ещё 21 семейство (согласно Системе APG II) | ещё 21 семейство (согласно Системе APG II) |                           |  |  |  | ещё от 300 до 500 видов |
|  |                                      |  |                                                             | порядок Ясноткоцветные                                      |                          |  |                                            |                                            | род Вероника              |  |  |  |                         |
|  |                                      |  |                                                             | порядок Ясноткоцветные                                      |                          |  |                                            |                                            | род Вероника              |  |  |  |                         |
|  | отдел Цветковые, или Покрытосеменные |  |                                                             |                                                             | семейство Подорожниковые |  |                                            |                                            | вид Вероника высокогорная |  |  |  |                         |
|  | отдел Цветковые, или Покрытосеменные |  |                                                             |                                                             | семейство Подорожниковые |  |                                            |                                            |                           |  |  |  |                         |
|  |                                      |  | ещё 44 порядка цветковых растений (согласно Системе APG II) | ещё 44 порядка цветковых растений (согласно Системе APG II) |                          |  |                                            | ещё 90 родов                               | ещё 90 родов              |  |  |  |                         |
|  |                                      |  |                                                             | ещё 44 порядка цветковых растений (согласно Системе APG II) |                          |  |                                            |                                            | ещё 90 родов              |  |  |  |                         |